# Castell de Trécesson
El Castell de Trécesson (en francès  Château de Trécesson ) està situat a la comuna de Campénéac al departament francès del Morbihan (prop del bosc de Brocéliande).
Es tracta d'una propietat privada els imponents murs de pissarra vermellosa reflectits en l'estany que l'envolta constitueixen un dels millors exemples d'arquitectura medieval bretona conservats avui en dia. Està classificat com Monument Històric de França des de 1922.